# Jostra
Компания Jostra — один из ранее существовавших производителей медицинского оборудования для перфузиологии, в настоящее время поглощенный компанией MAQUET. Компания была основана в 1982 году, специализировалась на производстве оборудования и расходных материалов (аппараты искусственного кровообращения Jostra HL 20 и HL 30; оксигенаторы, канюли, катетеры и др.) для операций на «открытом сердце».

## Слияния и поглощения
В июле 2003 года компания Jostra была поглощена компанией Getinge и включена в состав её дочерней компании MAQUET. Вся продукция компании была включена в новое подразделение — Cardiopulmonary, которое сейчас (после поглощения ряда других компаний, а именно части Boston Scientific, Guidant и Datascope) переименовано в Cardiovascular.